# Hillsboro Pines
Hillsboro Pines és una concentració de població designada pel cens dels Estats Units a l'estat de Florida. Segons el cens del 2000 tenia 406 habitants.

## Demografia
Segons el cens del 2000, Hillsboro Pines tenia 406 habitants, 145 habitatges, i 118 famílies. La densitat de població era de 712,5 habitants/km².
Dels 145 habitatges en un 38,6% hi vivien nens de menys de 18 anys, en un 69% hi vivien parelles casades, en un 6,2% dones solteres, i en un 18,6% no eren unitats familiars. En el 13,8% dels habitatges hi vivien persones soles el 2,1% de les quals corresponia a persones de 65 anys o més que vivien soles. El nombre mitjà de persones vivint en cada habitatge era de 2,8 i el nombre mitjà de persones que vivien en cada família era de 2,99.
Per edats la població es repartia de la següent manera: un 24,1% tenia menys de 18 anys, un 5,7% entre 18 i 24, un 39,2% entre 25 i 44, un 24,4% de 45 a 60 i un 6,7% 65 anys o més.
L'edat mediana era de 37 anys. Per cada 100 dones de 18 o més anys hi havia 108,1 homes.
La renda mediana per habitatge era de 70.938 $ i la renda mediana per família de 70.313 $. Els homes tenien una renda mediana de 45.458 $ mentre que les dones 25.819 $. La renda per capita de la població era de 32.908 $. Cap de les famílies i l'1,6% de la població estaven per davall del llindar de pobresa.

## Poblacions més properes
El següent diagrama mostra les poblacions més properes.